# Club Balonmano Huesca
El Balonmano Huesca es un equipo de balonmano de Huesca, España. Fundado en 1995, su primera participación en una categoría nacional corresponde a la temporada 1997/1998 cuando el equipo debuta en la Primera División Nacional.

## Plantilla 2024-25
|  | Porteros - 12 Pablo Casterad - 74 Gabor Decsi - 92 Daniel Arguillas Extremos izquierdos - 10 Adrià Pérez - 14 Ian Moya Extremos derechos - 19 Alfonso Rodríguez - 21 Carlos Pérez - 38 Álvaro Acosta Pívots - 13 Fabricio De Souza - 22 Lorenzo Nasarre - 33 Artur Parera | Laterales izquierdos - 02 Henrique Teixeira - 05 Bruno García Berardi - 08 Juan Cánovas - 27 Frank Cordiés - 31 Carlos Molina - 35 Draško Nenadić - 44 Meris Bosnjak Centrales - 09 Óscar García - 15 Ignacio Suárez - 34 Miguel Malo - 91 Samuel Cordiés Laterales derechos - 04 Javier Borragan - 18 Rafael Paulo |

### Cuerpo técnico
- Entrenador: José Nolasco
- Ayte. Entrenador: Fernando Pérez
- Ayte. Entrenador: Lucas Calvo
- Preparador Físico: Pedro Barrio
- Delegado: José Antonio Hernández
- Fisioterapeuta: Luisa Pérez
- Fisioterapeuta: Sergio Ferrer
- Médico: Martín Blecua
- Médico: Fernando Sarasa